# Kodokushi
Con il termine giapponese kodokushi (孤独死? letteralmente “morte solitaria”) si indica la morte in solitudine di una persona. Tale fenomeno è caratterizzato dal fatto che sovente i cadaveri rimangono abbandonati per svariato tempo nello stesso luogo, e a causa del progresso della società è diventato uno dei maggiori problemi nazionali del Giappone.

## Dati e caratteristiche
I lavoratori giapponesi che si occupano di traslochi spesso vengono in contatto con casi di kodokushi. Una società privata ha calcolato che circa 300 dei propri 1500 lavoratori si siano imbattuti in un kodokushi. La maggior parte dei corpi kodokushi sono trovati in luoghi molto disordinati ed appartengono a uomini sulla cinquantina. Ciò probabilmente è dovuto al rapporto tra la trasandatezza dei soggetti colpiti (nella maggior parte dei casi dovuta a problemi economici) e la loro mancanza di relazioni sociali. In alcuni casi, anche se aventi problemi finanziari, economici e di salute, molte persone sono riluttanti a chiedere assistenza all'autorità, preferendo morire piuttosto che subire l'umiliazione di chiedere aiuto. Nel 2008, più di 2200 persone oltre i 65 anni hanno avuto una “morte solitaria”, secondo le statistiche dell'ufficio di Previdenza Sociale e di Sanità Pubblica. 
Le cause di questo fenomeno sono da ricercare nell'evoluzione della famiglia giapponese, la quale con il passare degli anni, è passata da essere composta da un minimo di tre generazioni che vivevano insieme sotto lo stesso tetto a famiglie composte da un numero sempre più piccolo di membri, con l'aumento del numero di persone che scelgono di vivere in solitudine in un appartamento. Inoltre in Giappone ci sono un gran numero di contratti di lavoro part-time e temporanei - quasi il triplo del 1900. Molte persone incluse in questi lavori non si sposano e muoiono nelle loro case, senza avere contatti con nessuno. 
Le statistiche mostrano che la probabilità che gli anziani vivano da soli è aumentata nel corso degli ultimi 20 anni. Gli uomini che vivevano da soli erano approssimativamente 190.000 nel 1980 e 1,05 milioni nel 2005. Nelle donne, il numero si aggirava sulle 690.000 nel 1980 e 2,81 milioni nel 2005. La maggior parte degli anziani in Giappone preferirebbe vivere nella propria casa che in una struttura di assistenza. Ciò crea la situazione ideale per un kodokushi.
In uno studio della World Values Survey e dell'Organizzazione per la cooperazione e lo sviluppo economico (OCSE) che chiedeva agli intervistati circa i loro contatti sociali, il Giappone risultò tra i Paesi più solitari del mondo, con il minor  numero di contatti con amici, colleghi e conoscenti. Ciò è dovuto principalmente alla natura schiva del carattere di molti giapponesi, i quali scelgono di ignorarsi a vicenda piuttosto che collaborare, anche all'interno della stessa comunità.
Alcuni distretti in Giappone hanno iniziato una campagna di sensibilizzazione verso il vicinato per evitare le “morti solitarie”. Alcune associazioni specializzate nella prevenzione di questo fenomeno cerca di distribuire bollettini agli anziani, controllando inoltre se la spazzatura è stata tolta o no, in modo da capire immediatamente se l'anziano è ancora in vita.

## Aspetti psicologici
I giapponesi hanno generalmente una tendenza culturale che cerca di ignorare la morte, invece di affrontarla. Molte tradizioni giapponesi che coinvolgono direttamente la morte, come feste in ricordo di un parente scomparso o cerimonie di sepoltura pubbliche, sono state interrotte per evitare che contribuissero al drastico aumento di kodokushi.
Alcuni ritengono che attribuito al kodokushi ci sia un aspetto psicologico molto più grande. Degli psicologi indiani dicono che l'apatia e lo stress della vita siano possibili cause dell'incremento di “morti solitarie”. Molte persone scelgono di morire nei propri appartamenti perché non hanno più desiderio di comunicare e socializzare. Molti psicologi credono che lo stress del lavoro e le aspettative sociali inducano questo comportamento. Simili abitudini sono state documentate in vari casi di hikikomori, cioè persone che si isolano completamente dalla società per mesi o addirittura anni.